# Napoleão José Bonaparte
Napoleão José Bonaparte (em italiano: Napoleone Giuseppe Carlo Bonaparte, 9 de setembro de 1822 - 17 de março de 1891), príncipe francês, conde de Meudon, conde de Moncalieri ad personam, 3.º príncipe titular de Montfort (conhecido normalmente por príncipe Napoleão e ocasionalmente como Jerónimo Napoleão, foi o segundo filho de Jerónimo Bonaparte, rei da Vestefália, e da sua esposa, a princesa Catarina de Württemberg. Tornou-se rapidamente popular por ter utilizado os seus laços a Napoleão I. Após a revolução francesa de 1848, foi eleito para a Assembleia Nacional Francesa como representante da Córsega.

## Biografia
Nascido em Trieste, no Império Austro-Húngaro (hoje na Itália) e conhecido por príncipe Napoleão ou pela alcunha de "Plon-Plon", foi um conselheiro próximo do seu primo, Napoleão III de França, e era conhecido principalmente como um dos principais defensores de uma intervenção militar francesa em Itália em nome de Camillo di Cavour e dos nacionalistas italianos.
Um liberal anti-clerical, liderava essa facção da corte e tentou influenciar o imperador a seguir políticas anti-clericais contra a influência contrária da esposa do imperador, a imperatriz Eugénia, uma católica devota e conservadora e defensora dos que desejavam que as tropas francesas protegessem o estatuto soberano no papa em Roma. O imperador acabaria por navegar entre estas duas influências ao longo do seu reinado.
Quando o seu primo se tornou presidente em 1848, Napoleão foi nomeado ministro plenipotenciário de Espanha. Mais tarde, prestou serviço militar na capacidade de general de uma divisão durante a Guerra da Crimeia, como governador da Argélia Francesa e como comandante dos corpos do exército francês em Itália em 1859. A sua alcunha curiosa (Plon-Plon), surgiu devido à forma como pronunciava o seu nome quando era criança, enquanto a alcunha "Craint-Plomb" [Com Medo de Chumbo] lhe foi dada pelo exército por este não ter estado presente na Batalha de Solferino. Sobre este assunto, Lillie de Hegermann-Lindencrone comentou:
"O príncipe Jerónimo é, da família Napoleão, o que mais se parece com Napoleão I. Em aspecto, mas não em carácter. Não tem nada de heróico. Desde que teve o infortúnio de se sentir subitamente indisposto na véspera da batalha de Solferino, e não apareceu, chamam-no de 'craint-plomb'. Se non e vero e ben trovato."
Como parte da política de aliança do seu primo com o Piemonte-Sardenha, em 1859, o príncipe Napoleão casou-se com a princesa Maria Clotilde de Saboia, filha do rei Vítor Emanuel II da Sardenha. Quando Napoleão Eugénio, príncipe imperial, morreu em 1879, o príncipe Napoleão tornou-se, em genealogia, o membro mais velho da família Bonaparte, mas o príncipe imperial excluiu-o da sucessão, nomeando o seu filho, Napoleão Vítor, como novo chefe da família. Não existem dúvidas de que esta decisão do príncipe imperial tinha sido influenciada pela atitude hostil do seu primo quando ele nasceu. O resultado foi uma zanga entre pai e filho que durou até à sua morte. Napoleão morreu em Roma aos 69 anos de idade. Teve mais dois filhos, Napoleão Luís, governador de Erevan, que morreu solteiro e sem filhos, e Maria Letícia, segunda esposa do rei Amadeu I de Espanha.

## Descendência
1. Vítor Bonaparte (18 de julho de 1862 – 3 de maio de 1926), chefe da família Bonaparte e 4.º príncipe de Montfort; casado com a princesa Clementina da Bélgica; com descendência.
2. Luís Bonaparte (16 de julho de 1864 - 14 de outubro de 1932), nunca se casou nem teve filhos.
3. Maria Letícia Bonaparte (20 de novembro de 1866 – 25 de outubro de 1926), casada com o seu tio materno, o rei Amadeu I de Espanha; com descendência.